# بقلان (یمن)
 بقلان  به عربی ( بَّقلان )، روستایی است در دهستان بَنی مطر  از توابع استان   استان صَنعاء   در کشور یمن در شبه جزیره عربستان.

## جمعیت
جمعیت آن (۷۰ ) نفر (۷ خانوار) می‌باشد.